# Quiinaceae
Quiinaceae is een botanische naam, voor een familie van tweezaadlobbige planten. Een familie onder deze naam wordt algemeen erkend door systemen voor plantentaxonomie, en zo ook door het APG-systeem (1998) en het APG II-systeem (2003).
Het gaat om een vrij kleine familie van enkele tientallen soorten, houtige planten in de neotropen.
In het Cronquist-systeem (1981) werd de familie geplaatst in de orde Theales.